# Erbeskopf

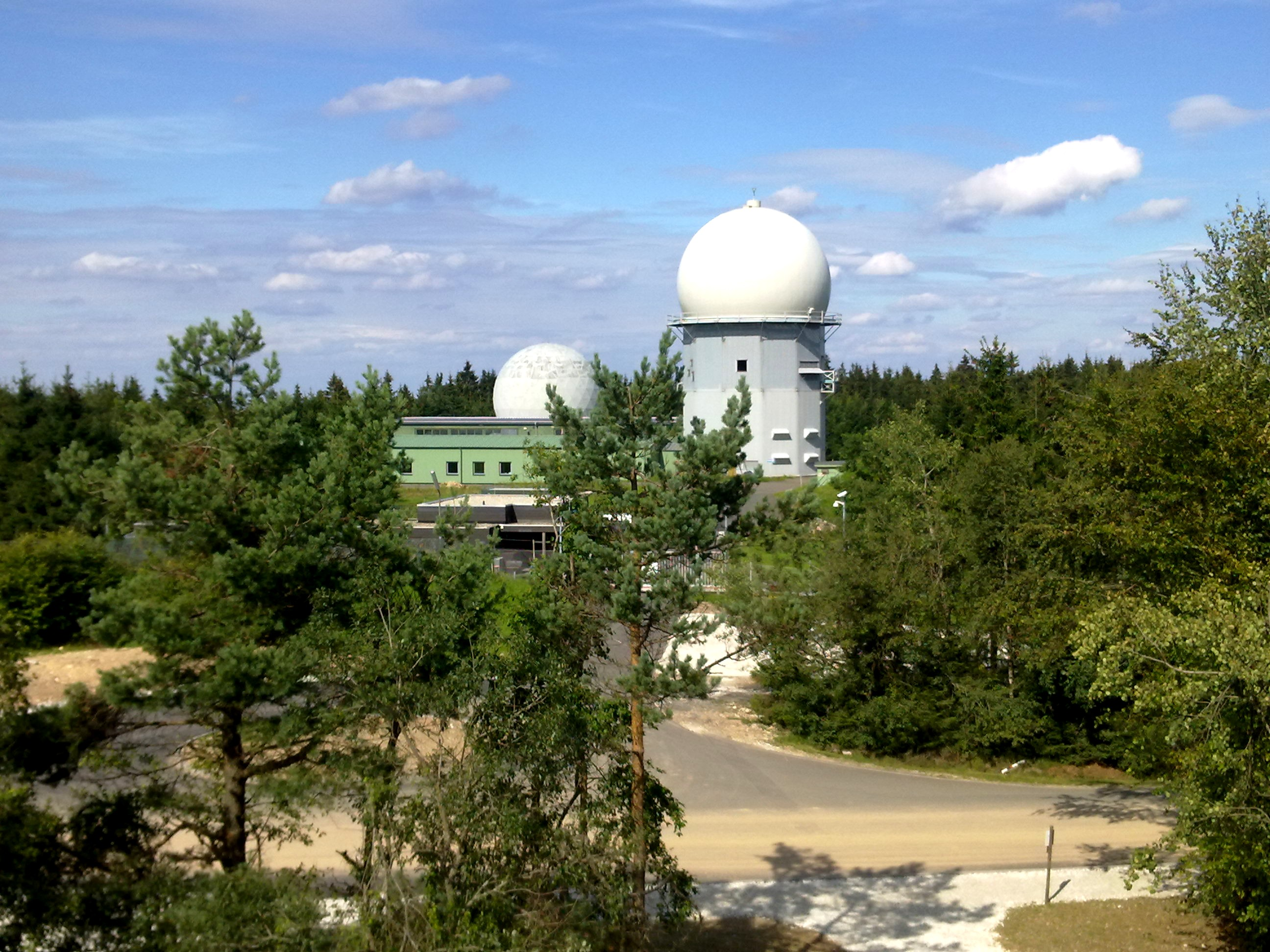
Radarstation

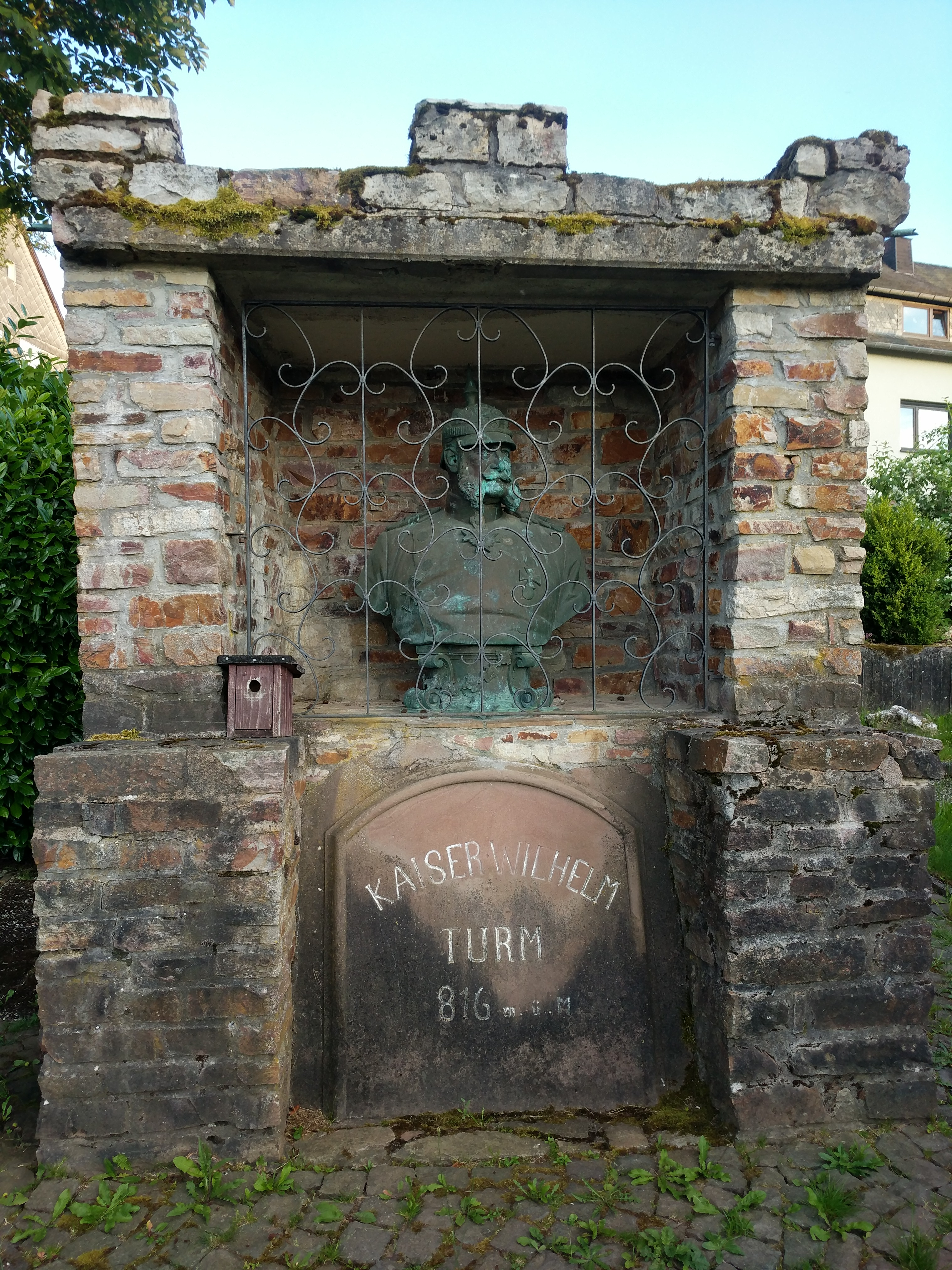
Rest des Kaiser-Wilhelm-Turms auf dem Erbeskopf, heute in Deuselbach

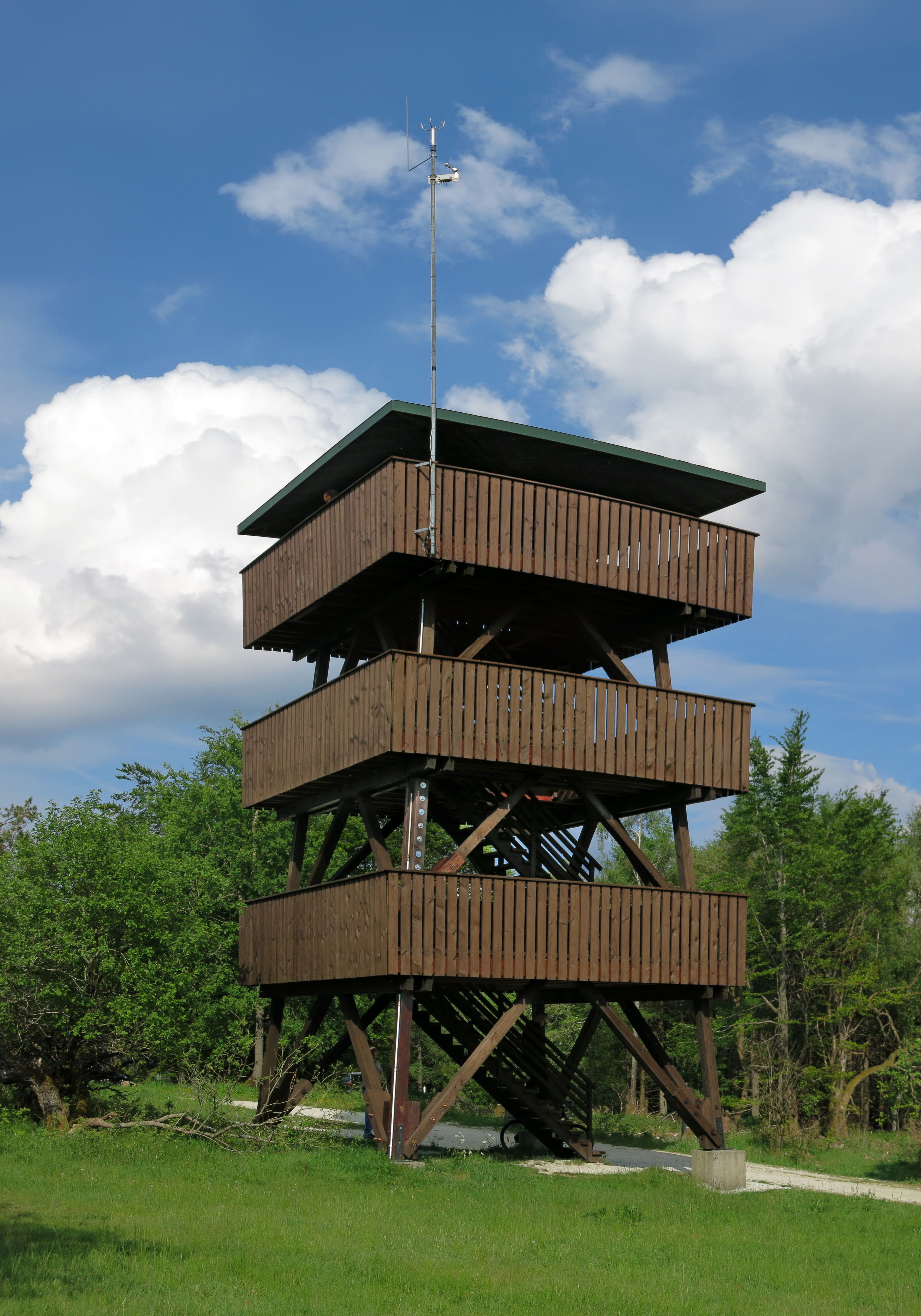
Erbeskopfturm

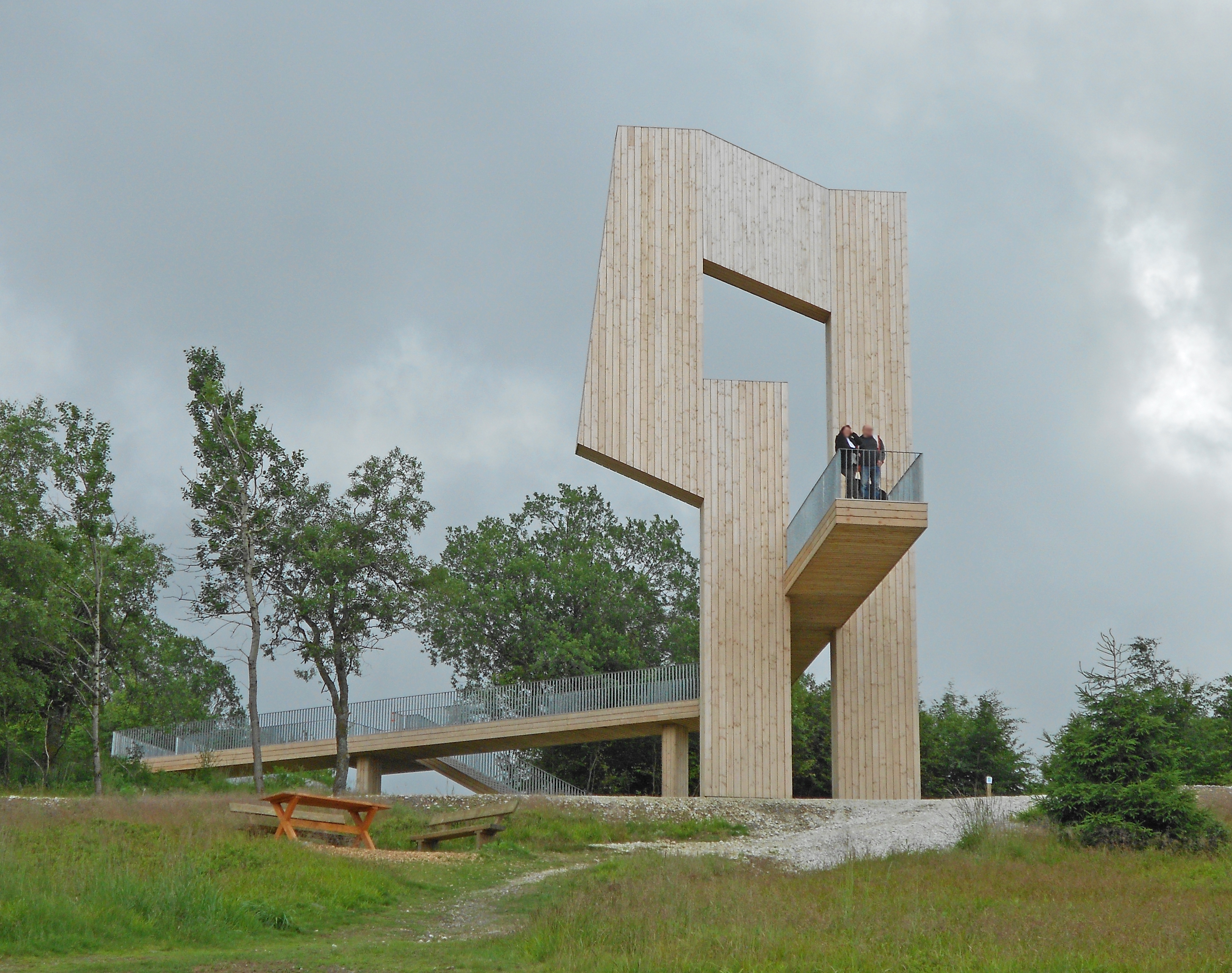
Skulptur Windklang

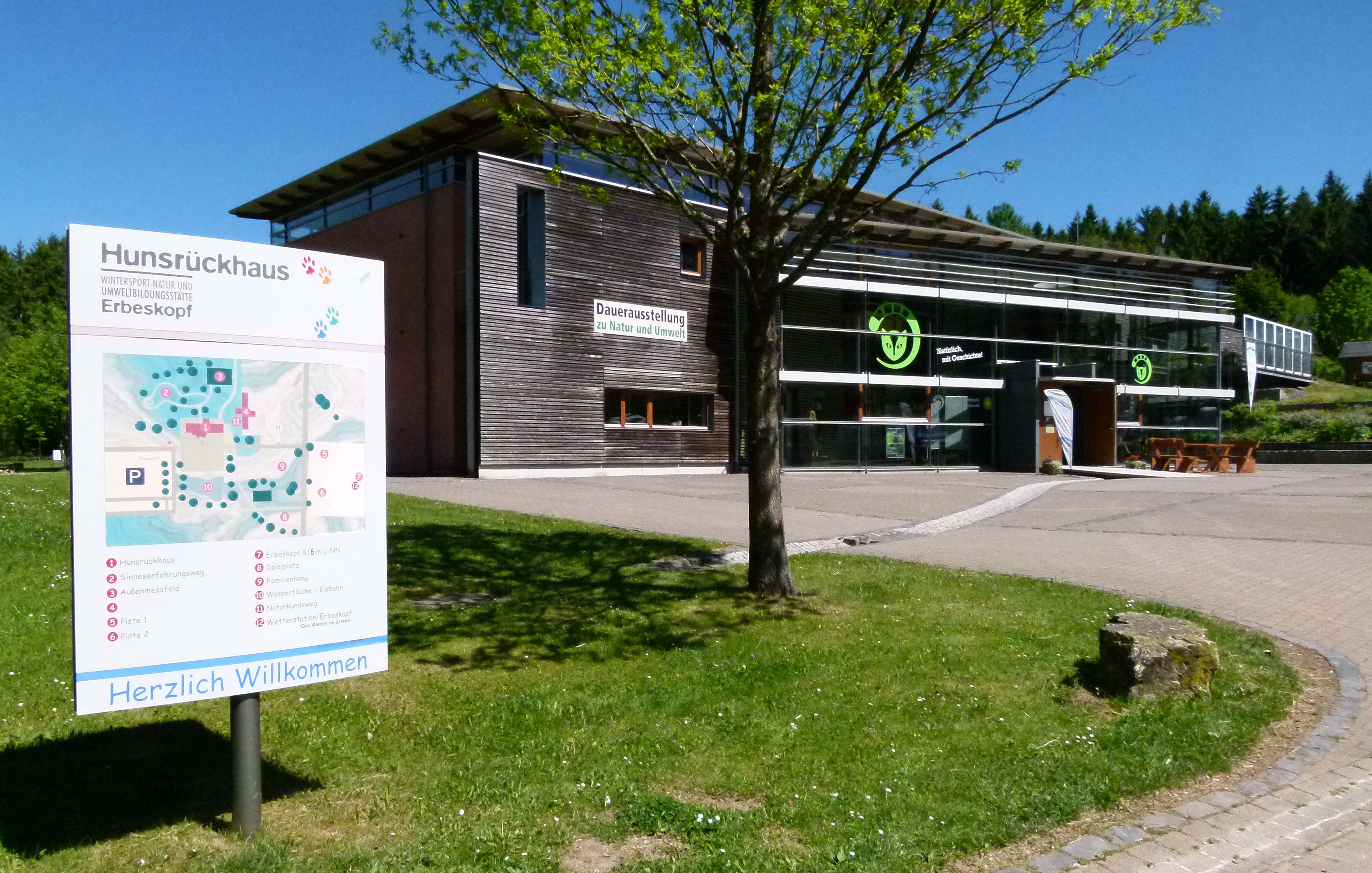
Hunsrückhaus

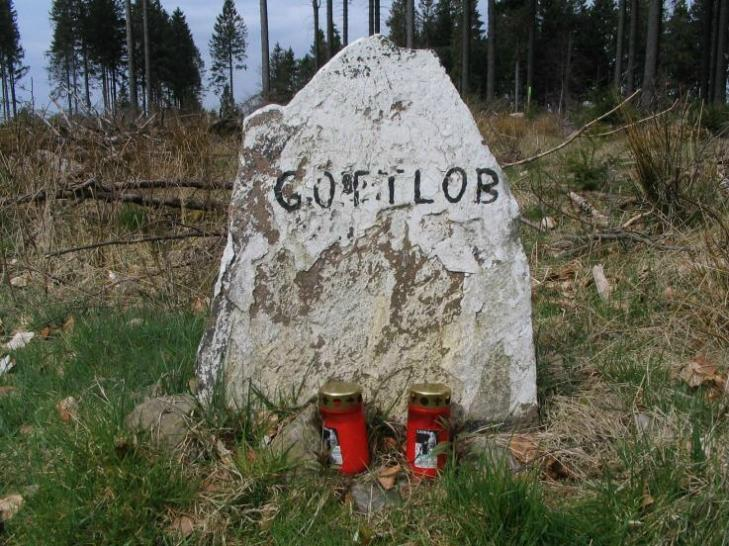
Gottlob-Gedenkstein

Der Erbeskopf ist mit einer Höhe von 816,32 m ü. NHN der höchste Berg im Hunsrück und in Rheinland-Pfalz, zudem die höchste deutsche linksrheinische Erhebung. Er liegt im Naturpark Saar-Hunsrück und am nördlichen Rand des Nationalparks Hunsrück-Hochwald.

## Geographie

### Lage
Der Erbeskopf liegt im Südwesten des Hunsrücks und dessen Gebirgsteil Idarwald, zu dem er naturräumlich gehört, nahe der Nahtlinie zum Gebirgsteil Schwarzwälder Hochwald, zu dem er morphologisch zählt. Sein größter Teil mit seinem Gipfel gehört zur Ortsgemeinde Hilscheid in der Verbandsgemeinde Thalfang am Erbeskopf im Landkreis Bernkastel-Wittlich, der Rest zu Allenbach im Landkreis Birkenfeld. Nordöstlicher Nachbarberg, auch im Idarwald, ist die Kahlheid (766 m).

### Gewässer
Nordöstlich unterhalb des zum Erbeskopf-Massiv gehörenden Sandkopfs und damit südlich der Kahlheid entspringt der Idarbach, südöstlich des Erbeskopfs im Naturschutzgebiet Thranenbruch der Thranenbach als Quellbach des Traunbachs, unterhalb des zum Berg gehörenden Springenkopfs der Hohltriefbach als Zufluss des nordwestlich des Bergs quellenden Röderbachs und nördlich der Simm als Zufluss des Schalesbachs.

### Berghöhe und Umgebung
Im Jahr 2008 wurde eine Neuvermessung der Höhe des Erbeskopfs vom Landesamt für Vermessung und Geobasisinformation Rheinland-Pfalz vorgenommen; mittels zweier unabhängiger Messungen wurden jeweils 816,32 m Höhe ermittelt.
Nebengipfel mit Höhe in Meter (m) über Normalhöhennull (NHN):
- Sandkopf (807,3 m), ca. 0,6 km nordöstlich des Erbeskopfs
- Springenkopf (784,2 m), ca. 1,7 km südwestlich des Erbeskopfs
- Viehauskopf (720,7 m), ca. 1,3 km südwestlich des Springenkopfs
- Hohltriefberg (680,6 m), ca. 0,8 km südwestlich des Viehauskopfs

## Klima
Der Erbeskopf ist durch seine Höhe und seine exponierte, über die Hunsrückhochfläche herausragende Lage von einem rauen ozeanischen Klima geprägt.
Die Winter auf dem Erbeskopf sind zwar milder als in den weiter östlich gelegenen Mittelgebirgen, doch durch die insbesondere im Winterhalbjahr hohen Niederschläge sind sie auch in Zeiten des fortschreitenden Klimawandels in vielen Jahren noch durchaus schneereich. Im Durchschnitt kann man auf dem Gipfel etwa 80 Tage eine geschlossene Schneedecke erwarten, die in schneereichen Wintern bis zu einem Meter hoch sein kann.
Die Sommer sind eher kühl. Auf Grund der Höhenlage und eines oft stetig wehenden Windes sind die klimatischen Verhältnisse auf dem Gipfel an heißen Sommertagen jedoch wesentlich angenehmer als in den benachbarten sehr warmen Tal- und Beckenlandschaften von Rhein und Mosel. Bei einer recht kühlen Jahresdurchschnittstemperatur von 5 °C bis 6 °C herrscht auf dem Erbeskopf ein gesundes Reizklima. Wie kühl es im Sommer mitunter sein kann, lässt sich aus einer Rascheider Schulchronik entnehmen. Danach wurde selbst am 2. Juli 1907 vom Erbeskopf noch Schneefall gemeldet.
Die jährliche Niederschlagssumme beträgt auf dem Erbeskopf durchschnittlich etwa 1.100 Liter pro m², die sich auf durchschnittlich 200 Niederschlagstage im Jahr verteilen. Dabei sind die höchsten Niederschlagsmengen im Hochsommer, oft in Form von Gewittern, und in den Wintermonaten zu erwarten. Über 200 Tage im Jahr ist der Gipfel des Erbeskopfs zumindest zeitweise in Wolken gehüllt, und es herrscht Nebel mit einer Sichtweite von unter 1000 Metern.

## Geschichte
Während eines Manövers 1892 errichteten Pioniersoldaten einen hölzernen Aussichtsturm. Der Verein für Mosel, Hochwald und Hunsrück (heute Hunsrückverein) beschloss 1894 den Bau eines steinernen Kaiser-Wilhelm-Turms. Der 24 m hohe Turm wurde 1901 eingeweiht, 111 Treppenstufen führten zur Aussichtsplattform. Am Turmeingang wurde 1933 ein Kiosk angebaut und hoch oben eine Klimamessstation eingerichtet.
Ende August 1939 wurde der Turm für zivile Benutzer gesperrt, um drei Stockwerke erhöht und mit militärischen Funkanlagen ausgerüstet. Er diente dann als Funksendezentrale einer Richtstrahlverbindung von Berlin zur Atlantikküste. Die Klimastation wurde zur Wetterwarte.
Amerikanische Truppen besetzten am 17. März 1945 den Erbeskopf. Sie erweiterten die militärische Nutzung erheblich und überwachten den gesamten militärischen Flugverkehr bis tief ins Gebiet der damaligen Sowjetunion. Drei große Radartürme sowie der nach 1960 unter den Südhang des Erbeskopfs erbaute „Bunker Erwin“ mit dem Kriegshauptquartier Europa Mitte dienten der NATO als multinationale Gefechtsstelle im Kalten Krieg. Der Kaiser-Wilhelm-Turm wurde am 18. August 1961 gesprengt, weil er den militärischen Radarrundblick behinderte. Die Radargerätestellung Erbeskopf dient heute der Luftraumüberwachung und -verteidigung.
Außerhalb des Sperrgebiets wurde 1971 der 11 m hohe hölzerne Aussichtsturm Erbeskopf (Erbeskopfturm) erbaut. Der Turm ist eine Holzkonstruktion mit drei Plattformen. Die durch Bäume eingeschränkte Aussicht reicht teils bis zur Eifel.
Im Zuge der politischen Entspannung zwischen der NATO und den sogenannten Ostblockstaaten ging die Bedeutung der Lauschapparate und elektronischen Alarmanlagen auf dem Erbeskopf rasch zurück. Ein halbes Jahrhundert nach dem Ende des Zweiten Weltkrieges zogen die US-Truppen ab. In der Folge übernahm den Betrieb der Radaranlage die Bundeswehr.
Bis August 2004 war das Gipfelplateau ein stark umzäuntes Sperrgebiet. Seit der Beseitigung des Stacheldrahts ist der größte Teil des Gipfels wieder frei zugänglich.
Jahrhundertelang krönte den Erbeskopf ein Gipfelschopf aus mächtigen Rotbuchen. In früheren Jahren wurde er auch als „Heiliger Hain“ bezeichnet, obwohl nichts darauf hindeutet, dass er einst eine Kultstätte gewesen sein könnte. Nach der Sprengung des Kaiser-Wilhelm-Turmes und großflächigen Rodungen bewahren spärliche Reste nur noch einen schwachen Eindruck der einstigen Urwüchsigkeit.
2011 wurde das Gipfelplateau aufwendig neu gestaltet. Das vom Zweckverband „Wintersport-, Natur- und Umweltbildungsstätte Erbeskopf“ als Bauherr initiierte Konversionsprojekt nach der teilweisen Aufgabe der militärischen Nutzung des Geländes belief sich auf eine Summe von 800.000 Euro, wovon das Land 554.000 Euro zu übernehmen zusagte. Den vorausgegangenen Ideenwettbewerb „Nutzung und Gestaltung des Erbeskopfgipfels“ mit 29 Teilnehmern hatte der Bildhauer Christoph Mancke in Kooperation mit den Landschaftsarchitekten Ernst und Partner, Trier, welche die landschaftsplanerische Wiederherstellung des Erbeskopfgipfels realisierten, gewonnen. Die begehbare Skulptur von Mancke mit dem Titel Windklang bietet nicht nur einen hervorragenden Ausblick in Richtung der nördlichen Talseite (Skipiste), sie ist auch selbst als Landmarke weithin sichtbar. Von den Landschaftsarchitekten Ernst und Partner stammt ein weiteres, ebenerdiges Objekt Gipfelköpfe der Region auf dem Plateau, das mit Sichtlinien in Form von Betonachsen nun auf Richtung, Höhe und Entfernung weiterer Berge in der Region hinweist.
Auf dem Erbeskopf befindet sich ein Freizeit- und Wintersportzentrum. Im Winter sind dort drei Skilifte in Betrieb, in der warmen Jahreszeit eine Sommerrodelbahn. Der Rekord mit 88 Lifttagen (= Skitage) lag in der Wintersaison 2005/2006. Die Skipiste wird im Sommer als Streckenabschnitt des Erbeskopf Mountainbike Marathons verwendet. Seit 2007 bindet der Saar-Hunsrück-Steig auf seiner Etappe von Börfink nach Morbach den Erbeskopf an.
Das Hunsrückhaus am Nordwestfuß des Berges genießt überregionale Bedeutung als Umweltbildungsstätte. Es bietet unter anderem eine interaktive Ausstellung zur Natur des Hunsrücks, einen Waldspielplatz, einen Sinneserfahrungsweg, einen Klimamessgarten, ein Umweltlabor sowie einen Tagungsraum mit moderner Medientechnik.
Es fungiert als Nationalparktor Erbeskopf mit einer Dauerausstellung zum Nationalpark Hunsrück-Hochwald.

## Besonderheiten
Früher führte ein Pfad von der Mark Thalfang ins Birkenfelder Land. An der höchsten Stelle des Wegs ganz in der Nähe des Erbeskopfgipfels pflegten die Reisenden ein Gebet zu sprechen. Dort ist auf einem Gedenkstein die Inschrift Gottlob eingemeißelt.
Am 29. April 2012 wurde das neugestaltete Gipfelplateau sowie ein Skulpturenweg eröffnet. Die sechs Kunstwerke zusätzlich zum Windklang waren mindestens bis zum 15. September 2012 zu sehen. Im Oktober 2019 waren noch vier vorhanden.